# Colegio y Liceo Inmaculado Corazón de María
O Colegio y Liceo Inmaculado Corazón de María( Colégio e Liceu Inmaculado Corazón de María, Adoradores) é uma escola católica privado uruguai. Com base em valores cristãos, tem educação materna, inicial, primário e secundário. Está localizado na rua Mercedes 1383 no bairro Cordón no centro de Montevidéu a 200 metros do  Município de Montevidéu.

## História
A chegada das primeiras Adoradoras do Santíssimo Sacramento do Imaculado Coração de Maria, Irmãs Adoradoras.
O espírito missionário do Padre José María Bustamante (sacerdote jesuíta) levou-o a estudar a possibilidade, juntamente com Monsenhor Luquese, de fundar uma casa em Montevidéu. Chegam em 15 de setembro de 1889: Isabel Maciel, Teresa Castellano e Luisa Capdevilla. Uma dessas irmãs, Isabel, pertencia à família do Francisco Antonio Maciel, fundador do Hospital Maciel com o mesmo nome.
Seu lema: “O que valoriza as obras é o amor com que são feitas” pertence ao  pai José María Bustamante SJ fundador da Congregação das Irmãs Adoradoras do Santíssimo Sacramento do Imaculado Coração de Maria. 
A diretora da educação primária e inicial é a professora Mónica Farías e a direção geral e ensino médio é a professora licenciada Serrana Vilaró .